# Shielded Twisted Pair
Shielded Twisted Pair o STP identifica un cavo schermato utilizzato comunemente per il collegamento nelle reti ethernet.

## Descrizione
È composto da otto fili di rame intrecciati a coppie (pair), inoltre ogni coppia è intrecciata con le altre.
L'intreccio dei fili ha lo scopo di ridurre le interferenze, i disturbi e limitare il crosstalk. La lunghezza massima di un cavo STP è di 100 m.
Ogni coppia è avvolta da fogli di materiale conduttivo che fungono da schermo per le onde elettromagnetiche, esternamente alle 4 coppie vi è un ulteriore foglio di materiale conduttivo.
I cavi STP seguono le specifiche standardizzate in TIA/EIA che li dividono in varie categorie in base ad esempio al numero di intrecci e alle capacità di trasportare segnali. Attualmente la categoria 5 e la 5e sono le più utilizzate, esistono tuttavia anche le categorie 6 / 6a / 7 / 7a (nomenclatura TIA/EIA), definite anche come E / Ea / F / Fa (nomenclatura ISO/IEC), che permettono di raggiungere velocità superiori.
Un cavo STP termina con dei connettori di tipo RJ-45 (anch'essi schermati) che si innestano direttamente nell'interfaccia del dispositivo (scheda di rete, hub, Switch, Router, ecc).
Se si devono collegare due dispositivi simili (ad esempio PC-PC o SWITCH-HUB), si utilizza un cavo di tipo "cross"; mentre se si devono connettere dispositivi diversi (ad esempio PC-SWITCH), uno di tipo "diritto".
I cavi diritti presentano gli 8 fili nello stesso ordine in entrambi i 2 connettori, mentre quelli cross presentano una sequenza diversa.
Nella costruzione del cavo, ovvero nel crimpare i connettori alle sue estremità si possono seguire due standard: TIA/EIA 568A e TIA/EIA 568B che presentano un ordine degli 8 fili (identificati da diversi colori) diverso.